# Henry Rollet
Henry Rollet (ur. 1910, zm. 11 listopada 1991 w La Celle-Saint-Cloud pod Paryżem) – francuski historyk, badacz dziejów Polski. 

## Życiorys
W latach 1930–1934 był słuchaczem Szkoły Języków Wschodnich w Paryżu. W 1933 obronił doktorat z prawa. W 1932 i 1934 przebywał w Polsce, gdzie kształcił się pod kierunkiem Marcelego Handelsmana. W 1940 był oficerem łącznikowym przy armii polskiej we Francji. W okresie II wojny światowej działał w ruchu oporu (odznaczony medalami belgijskimi i francuskimi). Po 1945 pracował w dyplomacji francuskiej min. w ambasadzie francuskiej w Warszawie. Jest autorem pracy Pologne au XX²e siècle (1984) za którą odebrał nagrodę kwartalnika "Polska" w 1989. 

## Przekłady na język polski
- Zarys dziejów Polski 1939-1984, tł. Marcin Eckstein, Kraków: "Znak" 1994